# André Álvares de Almada
André Álvares de Almada, natural da ilha de Santiago, em Cabo Verde, no século XVI, era um mestiço que foi capitão, comerciante, viajante e escritor tratadista que, em 1598, foi recompensado com o hábito de cavaleiro da Ordem de Cristo

## Biografia
Nos finais do século XVI do capitão André Álvares de Almada, que mau grado o “defeito” de ser filho de mãe mestiça, vai atingir oficialmente os mais altos cargos militares e ter mesmo acesso a mercês honoríficas nas ordens militares tradicionais, como era a Ordem de Cristo.
Era filho do capitão Ciprião Álvares de Almada, "nobre e um dos principais daquela ilha" e de uma "mulher parda", e "neto de uma mulher preta por parte de sua mãe".
Destacou-se nos anais da historiografia portuguesa da expansão porque, depois de explorar o interior da Guiné, escreveu em 1594 o Tratado breve dos rios de Guiné do Cabo-Verde, desde o rio de Sanagá até aos baixos de Sant'Anna; de todas as nações de Negros q(ue) ha na ditta costa, e de seus Costumes, armas, trajes, juramentos, guerras. Esta obra manuscrita foi objecto, em 1733, de uma primeira edição impressa em Lisboa, mas totalmente adulterada, tanto no título, como no texto, nas designações geográficas e até no nome do autor: Relação e descripção de Guiné na qual se trata das varias naçoens de negros, que a povoão, dos seus costumes, leys, ritos, ceremonias, guerras, armas, trajos, da qualidade dos portos, e do commercio, que nelles se faz, que escreveo o capitão André Gonçalves d'Almada, Lisboa Occidental, na Officina de Miguel Rodrigues, 1733. A obra foi, enfim, correctamente editada por Diogo Köpke, no Porto, Typographia Commercial Portuense, em 1841.
Esta obra revelou-se bastante importante para a análise de toda a área entre o rio Senegal e a Serra Leoa.

## Tratado breve dos rios de Guiné do Cabo-Verde
O Tratado é um clássico para o conhecimento da história de regiões e povos africanos na África Ocidental. Apresenta elementos muito valiosos para o estudo da faixa do terreno africano que compreende a Guiné do Cabo Verde na passagem do século XVI para o XVII. Almada expõe no prólogo que a intenção de sua obra é resultado de sua vontade de escrever “algumas cousas” dos Rios da Guiné do Cabo Verde porque “destas partes sabia honestamente”.
Esse texto é uma fonte histórica caracterizada como uma narrativa. Tal disponibiliza um rico material para apreciação, porém, há de se ter consciência de que essas passam por diversos filtros. Dessa maneira, é necessário levar em consideração que esse tipo de escrito foi produzido com o objetivo de satisfazer as ambições e compromissos de seus autores. Elas expressam uma relação triangular entre o autor, o receptor e o sujeito retratado, sendo tal relação mediada pelo primeiro.
Junto a isso, enfatizou-se a leitura e análise do que Puga (2007) chama de “discurso antropológico de Almada”, que consiste na narrativa do movimento dos barcos pelos rios e povoações da secção central da costa ocidental africana e na descrição dos diferentes grupos étnicos, abarcando costumes, modos de vida e crenças, entre outros elementos culturais que os distinguem entre si.
Almada constrói o texto de um ponto de vista europeu – muito embora o autor seja cabo-verdiano - recorrendo ao que Horta (2005) denomina como “Poética do exotismo”.
Essa se define pelos recursos estilísticos e estratégias narrativas visando familiarizar o “consumidor” da obra - que está na metrópole - com o discurso
sobre o exótico e a alteridade que o viajante caboverdiano encontra nas regiões contadas. Por essa razão o autor se utiliza de recursos, como o advérbio de
lugar “cá” (na narrativa, é Portugal) quando compara os hábitos dos nativos com os costumes europeus e o “lá” (na narrativa é a Costa da Guiné).
Almada também utiliza o determinante possessivo “nossa” quando se refere à África e para aludir aos portugueses utiliza “os nossos”, enfatizando sempre, segundo interpretação de Puga (2007), o sentimento de posse, quer português quer cabo-verdiano, sobre o espaço da Guiné do Cabo Verde, vendo esse como a “África por  cumprir”, isto é, um território a ser conquistado e colonizado.[8]
[3] Ou “esforço etnográfico” para Horta.
[6] Segundo Lopes (2003), a coroa portuguesa limitou desde muito cedo o acesso à costa da Guiné através de regulamentações precisas e criou uma administração a partir das Ilhas de Cabo Verde. Em 1466, os habitantes da Ilha de Santiago de Cabo Verde foram autorizados a negociar na costa. Ao longo do tempo, esses cabo-verdianos da Ilha de Santiago vão constituindo uma tradição de participação nos lucros do negócio de terra firme. Almada faz parte desse grupo de mercadores de Santiago que se beneficiou dessa concessão da coroa portuguesa.
[8] A atitude de Almada ao se colocar como um europeu pode ser interpretada por um conceito de Bhabha (1998), a mímica. O autor define essa como o local onde o colonizado assimila a língua, costumes, ideais, hábitos, vestimentas do colonizador, onde a cultura do « outro » invasor passa a substituir a identidade
original através da representação. Assim, aquele colonizado aparenta ser algo que não é exatamente, exibindo comportamento e atitudes miméticos. O autor diz
que “a mímica é, como a camuflagem, não uma harmonização ou repressão da diferença, mas uma forma de semelhança que difere da presença e a defende, expondo-a em parte, metonicamente”. A questão da presença parcial em relação ao sujeito mímico mostra a limitação,
incompletude do discurso colonial, construindo uma paródia do colonizador.